# Hit (együttes)
A Hit (vagy Hitrock) magyar hard/pop rock együttes volt. 
1978-ban alakultak Budapesten, alapító tagjai Tóháti László, Talabér László, Füschel Tibor, Tihanyi Gábor és Pozsonyi Tibor. 1984-ben jelent meg első albumuk Oké! címmel. 1987-ben feloszlottak. 1997-ben újra összeálltak az eredeti felállással. 1998-ban megjelent a második nagylemezük. Manapság HitRock néven működnek.

## Diszkográfia
- Oké! (1984)
- Vén csavargó (1998)

## Tagok
- Bodnár Attila - ének
- Füschel Tibor - basszusgitár, billentyűs hangszerek
- Pozsonyi Tibor - dob
- Tihanyi Gábor - gitár
- Virág János - gitár

## Korábbi tagok
- Babári József - billentyűs hangszerek,ének
- Murka Gyula - gitár
- Talabér László - basszusgitár
- Tóháti László - ének